# Ophthalmitis cordularia
Ophthalmitis cordularia là một loài bướm đêm trong họ Geometridae.